# Date A Live
Date A Live (japonsky デート・ア・ライブ, Déto a raibu) je japonská série light novel, kterou psal Kóši Tačibana a ilustroval Cunako. Nakladatelství Fudžimi Šobó ji vydávalo od března 2011 do března 2020 prostřednictvím své značky Fudžimi Fantasia Bunko. Dohromady bylo vydáno 22 svazků. Americké nakladatelství Yen Press sérii licencovalo.
Nakladatelství Kadokawa Šoten a Fudžimi Šobó publikovaly ve svých časopisech pět mang. Televizní anime seriál produkovalo studio AIC Plus+ a byl premiérově vysílán od dubna do června 2013. O produkci druhé řady, která byla vysílána mezi dubnem a červnem 2014, se postaralo Production IMS. Anime film Gekidžóban Date a Live: Majuri Judgement měl premiéru v srpnu 2015. První svazek vedlejší série light novel, Date A Live Fragment: Date A Bullet, byl vydán v březnu 2017. Producentem třetí řady je studio J.C.Staff a byla premiérově vysílána od ledna do března 2019. Čtvrtá řada měla premiéru v dubnu 2022 a jejím producentem se stalo Geek Toys.

## Média

### Light novely
Date A Live je série light novel, kterou psal Kóši Tačibana a ilustroval Cunako. Nakladatelství Fudžimi Šobó ji vydávalo od 19. března 2011 do 19. března 2020 prostřednictvím své značky Fudžimi Fantasia Bunko. Dohromady bylo v Japonsku vydáno 22 svazků. Americké nakladatelství Yen Press v roce 2020, během panelu na konvenci Crunchyroll Expo, oznámilo, že sérii licencovalo.
Fudžimi Šobó mimo jiné vydává od 18. května 2013 vedlejší sérii Date A Live Encore (japonsky デート・ア・ライブアンコール, Déto a raibu ankóru). Každý ze svazků je tvořen různými příběhy. K 20. srpnu 2020 bylo vydáno deset svazků.

#### Seznam svazků
| Č. | Název                                      | Datum vydání       | ISBN              |
| -- | ------------------------------------------ | ------------------ | ----------------- |
| 1  | Tóka deddo endo (十香デッドエンド)         | 19. března 2011    | 978-1-9753-1991-5 |
| 2  | Jošino papetto (四糸乃パペット)            | 20. srpna 2011     | 978-1-9753-1993-9 |
| 3  | Kurumi kirá (狂三キラー)                   | 19. listopadu 2011 | 978-4-0407-1050-1 |
| 4  | Icuka šisutá (五河シスター)                | 17. března 2012    | 978-4-0407-1047-1 |
| 5  | Jamai tenpesuto (八舞テンペスト)           | 17. srpna 2012     | 978-4-0407-1048-8 |
| 6  | Miku rirí (美九リリィ)                     | 20. prosince 2012  | 978-4-0407-1049-5 |
| 7  | Miku turúsu (美九トゥルース)               | 19. března 2013    | 978-4-0407-1030-3 |
| 8  | Nacumi sáči (七罪サーチ)                   | 20. září 2013      | 978-4-0407-1044-0 |
| 9  | Nacumi čendži (七罪チェンジ)               | 20. prosince 2013  | 978-4-0471-2974-0 |
| 10 | Tobiiči endžeru (鳶一エンジェル)           | 20. března 2014    | 978-4-0407-0066-3 |
| 11 | Tobiiči debiru (鳶一デビル)                | 20. září 2014      | 978-4-0407-0143-1 |
| 12 | Icuka dizasutá (五河ディザスター)          | 20. června 2015    | 978-4-0407-0151-6 |
| 13 | Nia kurieišon (二亜クリエイション)         | 20. října 2015     | 978-4-0407-0694-8 |
| 14 | Mukuro puranetto (六喰プラネット)          | 19. března 2016    | 978-4-0407-0695-5 |
| 15 | Mukuro famirí (六喰ファミリー)             | 17. září 2016      | 978-4-0407-0927-7 |
| 16 | Kurumi rifurein (狂三リフレイン)           | 18. března 2017    | 978-4-0407-0928-4 |
| 17 | Kurumi ragunaroku (狂三ラグナロク)         | 19. srpna 2017     | 978-4-0407-0929-1 |
| 18 | Mio gému óbá (澪ゲームオーバー)            | 20. března 2018    | 978-4-0407-2565-9 |
| 19 | Mio tourú endo (澪トゥルーエンド)          | 18. srpna 2018     | 978-4-0407-2821-6 |
| 20 | Tóka wárudo (十香ワールド)                 | 20. března 2019    | 978-4-0407-2822-3 |
| 21 | Tóka guddo endo Ue (十香グッドエンド 上)   | 19. října 2019     | 978-4-04-073267-1 |
| 22 | Tóka guddo endo Šita (十香グッドエンド 下) | 19. března 2020    | 978-4-04-073581-8 |

| Č. | Datum vydání      | ISBN          |
| -- | ----------------- | ------------- |
| 1  | 18. května 2013   | 9784040710075 |
| 2  | 20. května 2014   | 9784040701165 |
| 3  | 20. prosince 2014 | 9784040701493 |
| 4  | 20. srpna 2015    | 9784040706962 |
| 5  | 20. května 2016   | 9784040709260 |
| 6  | 20. prosince 2016 | 9784040720920 |
| 7  | 20. prosince 2017 | 9784040725642 |
| 8  | 20. října 2018    | 9784040729435 |
| 9  | 20. července 2019 | 9784040732695 |
| 10 | 20. srpna 2020    | 9784040732701 |

### Mangy
Mangu Date A Live publikovalo ve svém časopisu Gekkan šónen Ace nakladatelství Kadokawa Šoten, a to od 26. dubna do 26. listopadu 2012. Před ukončením mangy bylo publikováno pouze 6 kapitol, protože její ilustrátor Ringo trpěl zdravotními problémy. Kakašhi Onijazu je ilustrátorem druhé mangy Date AST Like (japonsky デート・ア・ストライク, Déto a sutoraiku). Byla publikována od 9. března 2012 do 9. prosince 2013 v časopisu Gekkan Dragon Age nakladatelství Fudžimi Šobó. Dohromady byly vydány čtyři svazky. Date A Origami (japonsky デイト・ア・オリガミ, Déto a Origami) je třetí mangou v sérii a kreslila ji Maja Mizuki. Fudžimi Šobó ji publikovalo od 19. listopadu 2011 do 18. července 2014 v časopisu Dragon Magazine. Publikace mangy byla pozastavena v září 2013 a obnovena byla až v dubnu 2014. První kapitoly byly vydány ve svazku mangy, zbylé však nikoliv.
Od 26. listopadu 2013 do 26. října 2014 byla v Gekkan šónen Ace publikována nová manga Date A Live, za jejíž ilustrací stál Sekihiko Inui. Kadokawa Šoten vydala dohromady tři svazky. V pořadí pátou mangou je Date A Party (japonsky デート・ア・パーティー, Déto a pátí) od ilustrátorky Jui Hinamori. Fudžimi Šobó ji publikovalo od 9. ledna do 9. června 2014 v Gekkan Dragon Age a vydalo v jednom svazku.

#### Seznam svazků
| Č. | Datum vydání   | ISBN          |
| -- | -------------- | ------------- |
| 1  | 21. srpna 2012 | 9784041204467 |

| Č. | Datum vydání     | ISBN          |
| -- | ---------------- | ------------- |
| 1  | 6. září 2012     | 9784047128262 |
| 2  | 7. března 2013   | 9784047128590 |
| 3  | 9. července 2013 | 9784047128804 |
| 4  | 8. března 2014   | 9784040700489 |

| Č. | Datum vydání   | ISBN          |
| -- | -------------- | ------------- |
| 1  | 7. března 2013 | 9784047128644 |

| Č. | Datum vydání      | ISBN          |
| -- | ----------------- | ------------- |
| 1  | 26. března 2014   | 9784041210512 |
| 2  | 26. května 2014   | 9784041211137 |
| 3  | 26. prosince 2014 | 9784041024577 |

| Č. | Datum vydání   | ISBN          |
| -- | -------------- | ------------- |
| 1  | 9. června 2014 | 9784040701851 |

### Anime seriál
Keitaró Motonaga je režisérem televizního anime seriálu, který produkovalo studio AIC Plus+. První řada je tvořena 12 díly a byla premiérově vysílána od 6. dubna do 22. června 2013 na televizní stanici Tokyo MX a dalších. Úvodní znělkou se stala píseň „Date A Live“ (japonsky デート・ア・ライブ, Déto a raibu) skupiny sweet ARMS. Závěrečnými znělkami jsou „Hacukoi Winding Road“ od Kajoky Cumitové, Risaky Muraiové a Midori Cukimijové a „Save The World“, „Save My Heart“ a „Strawberry Rain“ (japonsky ストロベリーレイン, Sutoroberí rein) od Iori Nomizové.
Po odvysílání finálního dílu první řady byla oznámena řada druhá. Čítá 10 dílů a byla premiérově vysílána od 12. dubna do 14. června 2014. Studio Production IMS nahradilo v produkci předešlé AIC Plus+. Úvodní znělku „Trust in You“ nazpívala skupina sweet ARMS a závěrečnou „Day to Story“ Kaori Sadoharová. Neodvysílaná epizoda byla vydána 9. prosince 2014, a to společně se třetím svazkem Date A Live Encore.
První i druhou řadu licencovala společnost Funimation, která ji streamovala a vydávala v Severní Americe. V Austrálii distribuovalo řady Madman Entertainment.
Tačibana na svém twitterovém účtu potvrdil, že seriál získá třetí řadu. Produkční společností se stalo studio J.C.Staff a členové produkčního štábu a hereckého obsazení se navrátili do svých rolí. Řada byla premiérově vysílána od 11. ledna do 29. března 2019 a čítá 12 dílů. Píseň „I Swear“ od sweet ARMS se stala úvodní znělkou a závěrečnou znělku „Last Promise“ ztvárnila Erii Jamazaki. Společnost Crunchyroll souběžně vysílala třetí řadu, přičemž Funimation ji souběžně vysílalo v anglickém znění. AnimeLab souběžně vysílalo řadu v Austrálii a na Novém Zélandu.
Dne 17. září 2019 byl ohlášen nový anime projekt. O několik dní později bylo odhaleno, že projekt bude adaptací light novel Date A Live Fragment: Date A Bullet. Tačibana na svém twitterovém účtu zveřejnil, že nové anime dostane i hlavní seriál.
Dne 16. března 2020 bylo oznámeno, že seriál získá čtvrtou řadu. Měla by mít premiéru v říjnu 2021 a produkuje ji studio Geek Toys. Režisérem se stal Džun Nakagawa, scénář píše Fumihiko Šimo a postavy navrhuje Naoto Nakamura. Gó Sakabe opět skládá hudbu.

### Anime film
Na oficiálním twitterovém účtu seriálu bylo po odvysílání finálního dílu druhé řady zveřejněno, že série získá anime film. Produkční štáb během události „Date A Live II“ odhalil, že studio Production IMS pracuje na filmu Gekidžóban Date a Live: Majuri Judgement, který bude mít premiéru 22. srpna 2015. Na jeho příběh dohlíží autor light novel Kóši Tačibana, do režisérského křesla usedl Keitaró Motonaga a scénář napsala Hideki Širane. Nobunaga Šimazaki, dabér postavy Šidóa Icukiho, mimo jiné představil novou ústřední postavu Majuri. Dne 10. dubna 2015 bylo na události „Tohka's Birthday“ potvrzeno, že postavu Majuri namluví Sora Amamija.